# Рудознавець

Рудознавець (рос. знаток рудного дела, англ. connoisseur of ore business, нім. Erzkenner m, Bergmann m) — знавець рудної справи, розвідувач корисних копалин.